# Digital Video
El format Digital Video (DV) és un estàndard tècnic de vídeo creat el 1996. Es basa en l'algorisme DCT, que permet la gravació directa a cinta de vídeo en digital, i el protocol de transmissió de dades IEEE 1394, que permet la transferència d'aquest material a sistemes informàtics. Hi ha diversos formats de cintes de gamma domèstica, industrial i radiodifusió: DVC, MiniDV, DVCAM, Digital8, DVCPRO, DVCPRO50 i DVCPRO HD.
Inicialment, 10 companyies van treballar per a definir l'estàndard DV: Matsushita (Panasonic), Sony, JVC, Philips, Sanyo, Hitachi, Sharp Corporation, Thomson, Mitsubishi i Toshiba. Posteriorment, s'han incorporat altres companyies i actualment el consorci està format per més de 60 companyies.

## Formats físics

### DVC
DVC, Digital Video Cassette és la versió no propietària de l'estàndard DV, aprovat per l'IEC.
| característiques tècniques de Mini DV | característiques tècniques de Mini DV | característiques tècniques de Mini DV |
| ------------------------------------- | ------------------------------------- | ------------------------------------- |
| sistema                               | digital SD, per components            | digital SD, per components            |
| freqüència de mostratge               | 4:2:0 (PAL i NTSC)                    |                                       |
| algorisme                             | DCT intraframe                        | DCT intraframe                        |
| relació de compressió                 | 5:1                                   | 5:1                                   |
| Bitrate                               | 25 Mb/s                               | 25 Mb/s                               |
| profunditat de color                  | 8 bits                                | 8 bits                                |
| suport                                | cinta 1/4"                            | cinta 1/4"                            |
| ample de pista                        | 10 µm                                 | 10 µm                                 |
| canals d'àudio                        | 2 canals PCM                          | 4 canals PCM                          |
| mostratge d'Àudio                     | 48 kHz / 16 bit                       | 32 kHz / 12 bit                       |

### DVCAM
DVCAM és la versió de l'estàndard desenvolupada per Sony. Té les mateixes característiques que el DVC però la pista té una amplada de 15 µm i la seva velocitat és un 50% més ràpida. Aquestes dues característiques permeten una major qualitat, però redueixen el temps de gravació.
| característiques tècniques de DVCAM | característiques tècniques de DVCAM | característiques tècniques de DVCAM |
| ----------------------------------- | ----------------------------------- | ----------------------------------- |
| sistema                             | digital SD, per components          | digital SD, per components          |
| freqüència de mostratge             | 4:2:0 (PAL)                         | 4:1:1 (NTSC)                        |
| algoritsme                          | DCT intraframe                      | DCT intraframe                      |
| relació de compressió               | 5:1                                 | 5:1                                 |
| bitrate                             | 25 Mb/s                             | 25 Mb/s                             |
| profunditat de color                | 8 bits                              | 8 bits                              |
| suport                              | cinta 1/4"                          | Professional Disc                   |
| ample de pistes                     | 15 µm                               | 15 µm                               |
| canals d'àudio                      | 2 canals PCM                        | 4 canals PCM                        |
| mostratge d'àudio                   | 48 kHz / 16 bit                     | 32 kHz / 12 bit                     |

### DVCPRO
DVCPRO és la versió de l'estàndard desenvolupada per Panasonic, que ha desenvolupat tres versions diferents des de l'any 2006. Les principals diferències amb els altres formats són l'amplada de les pistes, de 18 µm, i l'ús d'un altre tipus d'emulsió, partícules de metall en comptes de metall evaporat. Disposa d'una pista longitudinal d'àudio i també d'una pista longitudinal de control facilitar l'edició.

#### DVCPRO 25
| característiques tècnics del format DVCPRO 25 | característiques tècnics del format DVCPRO 25 | característiques tècnics del format DVCPRO 25 |
| --------------------------------------------- | --------------------------------------------- | --------------------------------------------- |
| sistema                                       | digital SD, per components                    | digital SD, per components                    |
| freqüència de mostratge                       | 4:1:1(PAL)                                    | 4:2:0 (NTSC)                                  |
| algorisme                                     | DCT intraframe                                | DCT intraframe                                |
| relació de compressió                         | 5:1                                           | 5:1                                           |
| bitrate                                       | 25 Mb/s                                       | 25 Mb/s                                       |
| profunditat de color                          | 8 bits                                        | 8 bits                                        |
| suport                                        | cinta 1/4"                                    | targetes P2                                   |
| ample de pista                                | 18 µm                                         | 18 µm                                         |
| canals d'àudio                                | 2 canals PCM                                  | 2 canals PCM                                  |
| mostratge d'àudio                             | 48 kHz / 16 bit                               | 48 kHz / 16 bit                               |

#### DVCPRO 50
| característiques tècniques de DVCPRO 50 | característiques tècniques de DVCPRO 50 | característiques tècniques de DVCPRO 50 |
| --------------------------------------- | --------------------------------------- | --------------------------------------- |
| sistema                                 | digital SD, per components              | digital SD, per components              |
| freqüència de mostratge                 | 4:2:2                                   | 4:2:2                                   |
| algorisme                               | DCT intraframe                          | DCT intraframe                          |
| relació de compressió                   | 3,3:1                                   | 3,3:1                                   |
| bitrate                                 | 50 Mb/s                                 | 50 Mb/s                                 |
| profundidad de color                    | 8 bits                                  | 8 bits                                  |
| suport                                  | cinta 1/4"                              | targetes P2                             |
| canals d'àudio                          | 4 canals PCM                            | 4 canals PCM                            |
| mostratge d'àudio                       | 48 kHz / 16 bit                         | 48 kHz / 16 bit                         |

#### DVCPRO 100 o DVCPRO HD
| característiques tècniques de DVCPRO 100 o DVCPRO HD | característiques tècniques de DVCPRO 100 o DVCPRO HD | característiques tècniques de DVCPRO 100 o DVCPRO HD |
| ---------------------------------------------------- | ---------------------------------------------------- | ---------------------------------------------------- |
| sistema                                              | digital HD, per components                           | digital HD, per components                           |
| freqüència de mostratge                              | 4:2:2                                                | 4:2:2                                                |
| algorisme                                            | DCT intraframe                                       | DCT intraframe                                       |
| relació de compressió                                | 6,7:1                                                | 6,7:1                                                |
| bitrate                                              | 100 Mb/s                                             | 100 Mb/s                                             |
| profunditat de color                                 | 8 bits                                               | 8 bits                                               |
| suport                                               | cinta 1/4"                                           | targetes P2                                          |
| canals d'àudio                                       | 8 canals PCM                                         | 8 canals PCM                                         |
| mostratge d'àudio                                    | 48 kHz / 16 bit                                      | 48 kHz / 16 bit                                      |